# Intelsat 36
O Intelsat 36 (IS-36) é um satélite de comunicação geoestacionário que foi construído pela Space Systems/Loral (SS/L). Ele está localizado na posição orbital de 68,5 graus de longitude leste e é operado pela Intelsat. O satélite foi baseado na plataforma SSL-1300 e sua expectativa de vida útil é de 15 anos.

## História
A Space Systems/Loral anunciou em agosto de 2014, que assinou um contrato para a construção de um novo satélite para a Intelsat. O satélite foi construído baseado na plataforma SSL-1300 e leva a bordo uma carga útil de comunicações nas bandas C e Ku.
O satélite está localizado, juntamente com o Intelsat 20, sobre o Oceano Índico a 68,5 graus de longitude leste para prestar serviços tanto em banda Ku e banda C, para a MultiChoice, fornecedor líder de TV por assinatura da África, usando a carga útil de banda Ku. A carga de banda C fornece serviços de vídeo para outros clientes que distribuem conteúdo para as comunidades do Sul da Ásia.

## Lançamento
O satélite foi lançado ao espaço com sucesso no dia 24 de agosto de 2016, às 22:17 UTC, por meio de um veículo Ariane 5 ECA da empresa francesa Arianespace, a partir do Centro Espacial de Kourou na Guiana Francesa, juntamente com o satélite Intelsat 33e. Ele tinha uma massa de lançamento de 3.253 kg.

## Capacidade e cobertura
O Intelsat 36 é equipado com 30 transponders em banda Ku e 10 em banda C para fornecer serviços de televisão de emissão direta em uma ampla faixa da África, para o provedor africano de televisão via satélite MultiChoice usando a carga de banda Ku sob um acordo assinado com a Intelsat.